# ТЕЦ Rokita
51°16′17″ пн. ш. 16°44′26″ сх. д. / 51.27139° пн. ш. 16.74056° сх. д.
ТЕЦ Rokita — теплоелектроцентраль на південному заході Польщі, за три десятки кілометрів на північний захід від Вроцлава.
Розташований в місті Бжег-Дольний хімічний завод PCC Rokita забезпечує свої потреби за допомогою власного енергетичного майданчика, на якому станом на кінець 1990-х працювали дві турбіни потужністю 14 МВт та 8,2 МВт. До кінця наступного десятиліття в роботі залишилась лише турбіна № 6 з показником 8,2 МВт. При цьому в складі старих енергетичних об'єктів (черги ЕС-1 та ЕС-2) працювали шість вугільних парових котлів: три типу OSR-25 виробництва компанії Sefako із Сендзішува, один ОР-100 (станційний номер К-7) та два постачені у 1965-му рацибузькою компанією Rafako типу ОР-130 (номери К-8 та К-9).
В 2008-му стала до ладу нова черга (ЕС-3), котра спалює у своїх двох котла вугілля та біомасу. Вона має одну турбіну Siemens SST-300 потужністю 14 МВт. Поява третьої черги дозволила до кінця 2010-х вивести з експлуатації застарілі об'єкти.
Зв'язок з енергосистемою відбувається по ЛЕП, розрахованій на роботу під наругою 110 кВ.